# Macs ’n’ Gees
Macs ’n’ Gees ist ein Kollaboalbum der deutschen Rapper DCVDNS und Tamas. Es wurde am 5. Juli 2019 über das Label Rat-a-tat Records ausschließlich zum Download veröffentlicht.

## Produktion
Das Album wurde zum Großteil von dem Musikproduzenten AsadJohn produziert, der zehn der zwölf Songs produzierte. Die Musik zu je einem Lied stammt von Wolfgang H. bzw. MecsTreem. An einzelnen Produktionen waren außerdem Impulse Beats, King Mezzy und Tevin Revell beteiligt.

## Covergestaltung
Das Albumcover ist größtenteils in roten Farbtönen gehalten. Es zeigt DCVDNS, der geschmolzenen Käse von Tamas’ Kopf isst, während dieser mit freiem Oberkörper vor ihm kniet. Im rechten Teil des Bilds befinden sich die Schriftzüge DCV ’N’ TAM und MACS ’N’ GEES in Rot bzw. Weiß, jeweils von unten nach oben geschrieben.

## Gastbeiträge
Auf drei Liedern des Albums treten neben den beiden Protagonisten weitere Künstler in Erscheinung. So ist die Rapperin Haiyti auf dem Song Fler zu hören, während der Rapper LGoony einen Gastauftritt bei Iglus hat. Zudem ist der Rapper Roberto KKult an Faust voll Schmuck beteiligt.

## Titelliste
| #  | Titel                | Gastmusiker   | Produzent(en)           | Länge |
| -- | -------------------- | ------------- | ----------------------- | ----- |
| 1  | The Intro            |               | AsadJohn                | 1:44  |
| 2  | Struggle             |               | AsadJohn                | 3:18  |
| 3  | Suge Knight          |               | AsadJohn                | 3:00  |
| 4  | Fler                 | Haiyti        | AsadJohn                | 3:54  |
| 5  | Rat-a-tat            |               | AsadJohn                | 1:54  |
| 6  | So High              |               | Wolfgang H.             | 2:27  |
| 7  | Iglus                | LGoony        | AsadJohn, Impulse Beats | 4:07  |
| 8  | Sie braucht das Geld |               | AsadJohn, King Mezzy    | 2:51  |
| 9  | Ich bin ein Pimp     |               | AsadJohn, Tevin Revell  | 3:37  |
| 10 | Faust voll Schmuck   | Roberto KKult | MecsTreem               | 3:16  |
| 11 | On the Run           |               | AsadJohn                | 2:31  |
| 12 | Keiner weint hier    |               | AsadJohn                | 2:41  |

## Singles
Bereits am 7. September 2018 wurde Struggle als einzige Single des Albums zum Download veröffentlicht. Zu dem Song wurde auch ein Musikvideo gedreht.

## Rezeption
| Professionelle Bewertungen | Professionelle Bewertungen |
| -------------------------- | -------------------------- |
| Kritiken                   |                            |
| Quelle                     | Bewertung                  |
| laut.de                    | [ 2 ]                      |

Moritz Fehrle von laut.de bewertete Macs ’n’ Gees mit vier von möglichen fünf Punkten. Das Album sei „catchy, großmäulig und herrlich absurd,“ wobei AsadJohn als Produzent „ein Brett an das nächste“ reihe und somit „für den hochwertigen und stimmigen Soundteppich, auf dem die beiden Rapper dann glänzen,“ sorge. Auch die Gastbeiträge von Haiyti und LGoony werden gelobt. Insgesamt überzeuge das Album „mit beeindruckender Hitdichte, höchster technischer Präzision und rundem Sound.“